# Volkswagens historia under 1980-talet
Volkswagens historia

1930-talet | 1940-talet | 1950-talet | 1960-talet | 1970-talet | 1980-talet | 1990-talet | 2000-talet | 2010-talet
Volkswagens historia under 1980-talet.

## 1980

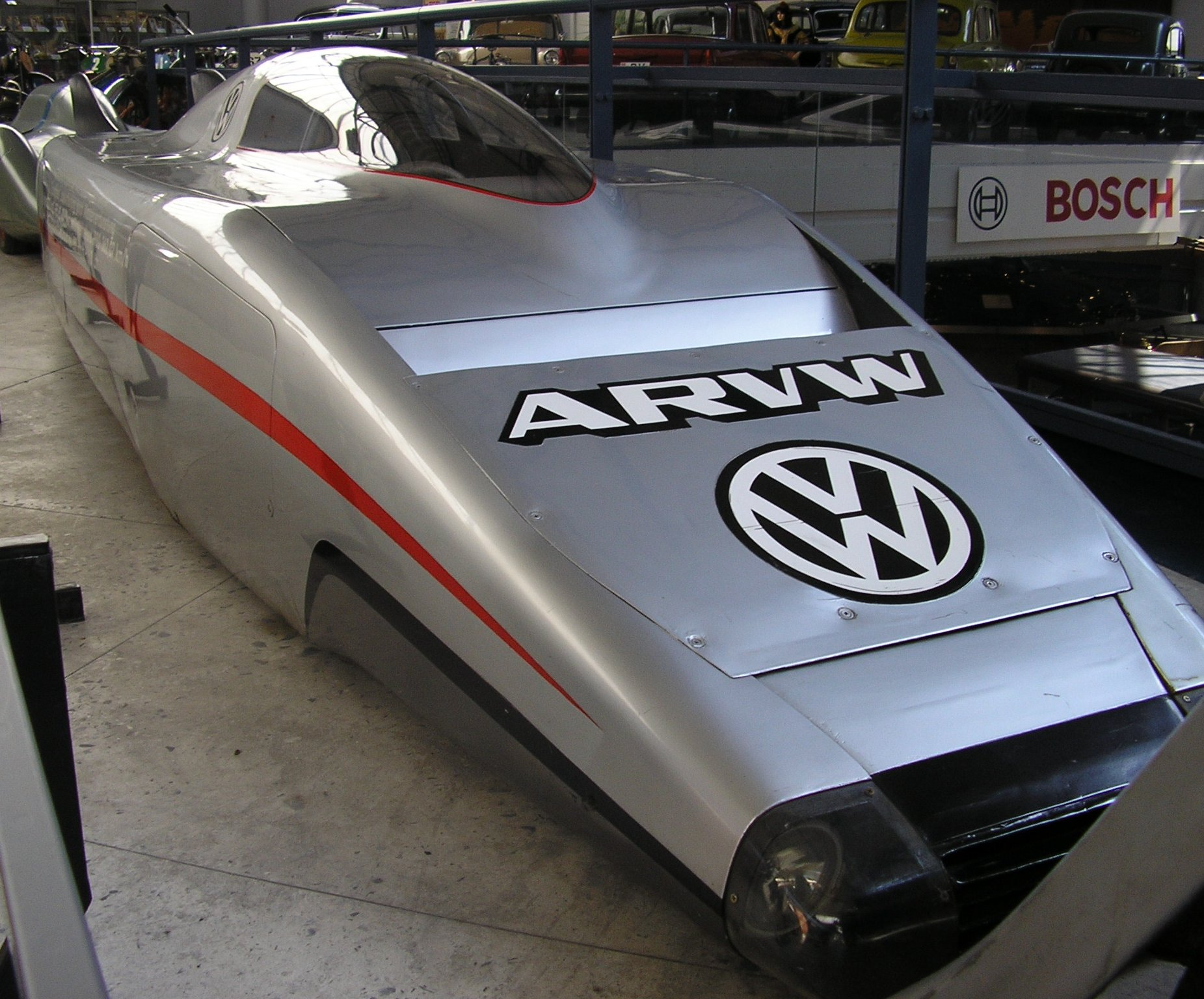
Volkswagen ARVW

10 januari rullade den sista gamla cabrioleten baserad på Bubblan av bandet hos Karmann i Osnabrück. I juni köpte staten Kuwait 10% av "Volkswagen do Brasil SA".
26 oktober-2 november sattes ett antal hastighetsrekord på höghastighetsbanan Nardo i Italien. Bilen var en helt speciell modell som kallades ARVW, vilket stod för "Aerodynamik-Research-Volkswagen", det snabbaste varvet kördes med 326,07 km/tim. Syftet var att få kunskaper om förhållandet mellan ett fordons luftmotstånd och bränsleförbrukning vid höga hastigheter. Bilen var cigarrformad med ett cw-värde på 0,15. Några av resultaten, 6 l/100 km. vid en hastighet av 250 km/tim. 13,6 l/ 100 km. vid maxhastighet, alltså över 300 km/tim. Bilen hade dieselmotor från VW LT.

## 1981

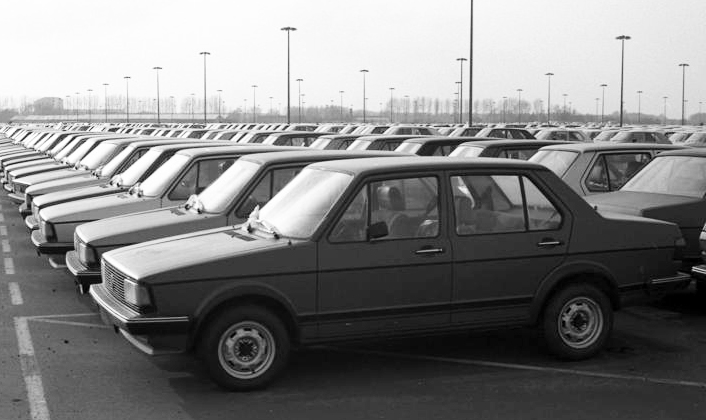
Volkswagen-bilar av modell Golf och Jetta i Wolfsburg 1981.

Volkswagens fabrik i Hannover firade 25-årsjubileum. Tills nu har det tillverkats mer än 5 miljoner nyttofordon. 

I jakten på alternativa bränslen erhöll Volkswagen tillstånd att köra 100 bilar på ren metanol i ett stort försök i Berlin. 
En ny bilmodell såg dagens ljus "Formel E". Den fanns bland annat i Golf- och Passat-utförande och den hade en del tekniska lösningar för att spara bränsle. Även en ny Volkswagen Passat såg dagen ljus, den hade fått namnet Volkswagen Santana. Den var Volkswagens toppmodell och kunde erhållas med flera motoralternativ, 4 eller 5 cylindrar, även dieselmotor fanns med i urvalet. Den 8 mars presenterades den nya Scirocco version II, på bilsalongen i Genève.
Produktionsstart vid fabriken i Hannover av den nya diesel-Transportern.
Företaget Volkswagen Caminhoes Ltda., beläget i Brasilien började producera medeltunga lastbilar i klassen 11-13 ton.
Ett avtal skrevs under med Egypten för montering av Bubblan. 
Under år 1981 presenterades en ny modell, VW Auto 2000, en framtidsstudie. Det man trodde på var, 3-cylindrig dieselmotor med turbo, bränsleförbrukning 0,3 liter per mil, multifunktionsinstrument, aluminium och plast. I dag år 2004, låter det som VW Lupo 3L. Fronten har drag av VW Passat som kom 1988.
I april rullade den 500 000:e Volkswagen Rabbit ut från fabriken i Westmoreland. 
15 maj passerades en ny milstolpe. Bubbla nummer 20 000 000 rullade av bandet. Jubileet firades i Puebla, Mexiko. Senare på året ett nytt jubileum, 1 500 000 Volkswagen var tillverkade hos Karmann-fabriken.

## 1982
Den nya Volkswagen-chefen Dr. Carl Hahn startade sitt jobb den 1 april. 
Med Shanghai Tractor & Automobil Corporation, avslutades ett provmonteringsavtal den 8 juni. Den 29 november undertecknades ett nytt samriskavtal med samma företag och Bank of China med avsikt att starta montering av Volkswagen Santana i Folkrepubliken Kina.
Volkswagen undertecknade ett avtal med den spanska biltillverkaren Seat i Barcelona angående samverkan, licenser och tekniskt stöd den 30 september. I avtalet ingick att Volkswagen AG skulle förvärva 51% av Seat.
Senare på hösten presenterades den nya Polo Coupé. Volkswagen Transporter utrustades med 2 nya motorer, "Wasserboxer", vattenkylda 4 cylindriga boxermotorer. Caravelle var namnet på en komfortablare variant av VW Transporter. På basen av Golf visades den nya VW Caddy, en pic-up utvecklad i USA, den skall tillverkas i Jugoslavien av TAS.
Under året lämnade den 20 000 000:e bilen tillverkningsbandet, det blev en Golf GTD. 

Volkswagen hade också blivit världens största producent av dieselfordon.
Marknadsföringen av Golf II startade. Volkswagen Golf GTI fick kraftigare och större motor, från 110 hkr och 1,6 l till 112 hkr och 1,8 l.

## 1983

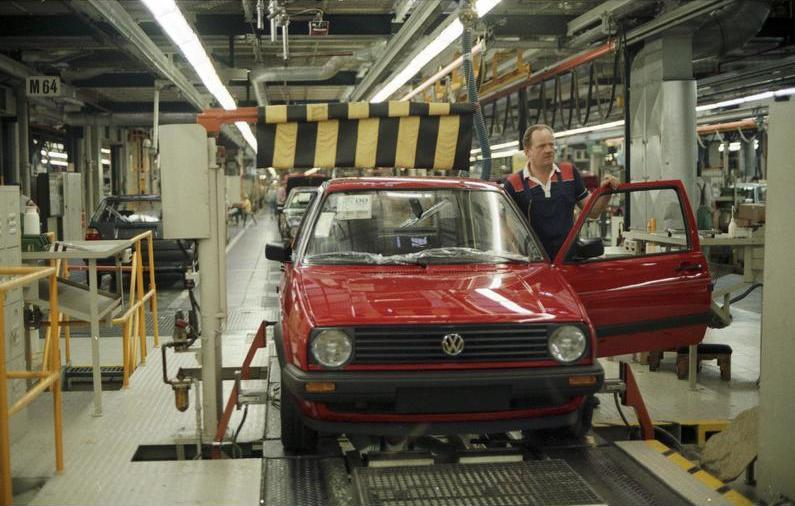
Den andra generationen av Volkswagen Golf monteras på fabriken i Wolfsburg.

Den 11 april blev i Kina den första Volkswagen Santana färdig för leverans.
Golf II presenterades i juni. Många stora förändringar, bränsletanken numera 55 liter, tidigare 40 liter. Motoralternativ: 1,3 l , 1,6 l och 1,8 l bensinmotorer samt 1,6 l diesel med eller utan turbo.
GTI-modellen fick skivbromsar på bakhjulen. 
En ny milstolpe i historien om Volkswagen Transporter. En ny modell såg dagens ljus i Volkswagen Caravelle, i modellpaketet kunde man få insprutningsmotorer med eller utan katalysator och servostyrning. 
Inom motorsporten nådde Volkswagen sina största framgångar dittills med bland annat totalseger vid EM i rallycross.

## 1984
Nya VW Jetta presenterades. VW Passat Syncro på marknaden i augusti, bilen hade permanent 4-hjulsdrift. 

I oktober 1984 kom den 1 000 000:e Volkswagen/Audi-bilen till Sverige.
Det tog 38 år att nå det resultatet.

## 1985

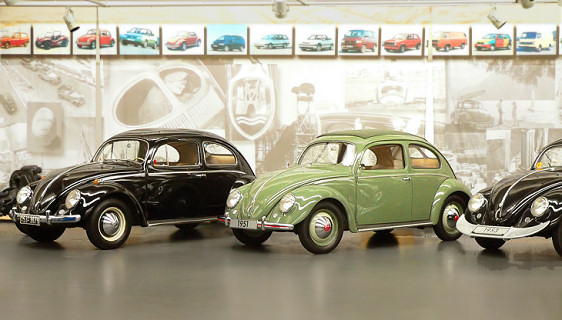
AutoMuseum Volkswagen öppnas den 24 april 1985.

Volkswagen "Bubbla" fyller 50 år. 50-årsjubileet av "Bubblan" firades den 17 oktober.
För att understryka sin internationella framtoning ändrade bolaget sitt namn från Volkswagenwerk AG till Volkswagen AG.
I februari 1985 blev Volkswagen Santana identisk med Volkswagen Jetta. Namnet "Santana" kommer endast att användas på de spanska och japanska marknaderna. I USA kallades bilen för "Volkswagen Quantum". 
AutoMuseum Volkswagen öppnas den 24 april. Ett tekniskt historiskt museum som visar ett omfattande tvärsnitt av produkterna i VAG-gruppen. 
Redan i januari presenterades i österrikiska Schladming den nya Transporter Syncro med den "intelligenta" 4-hjulsdriften. Systemet fungerar så, att om det bakre hjulparet spinner,  kopplas det främre hjulparet in helt automatiskt. Detta sker helt utan ryck och med en nästan 100% spärrverkan. Det ökar driftsvärdet på biltypen, den får bättre framkomlighet på dåliga och hala vägar. Bilen tillverkas i Hannover men monteringen sker i Graz, Österrike, hos VW:s kooperationspartner Steyr-Daimler-Puch.
En annan VW-innovation var G-lader, en mekanisk (remdriven) kompressor, som visades för första gången på en Polo Coupé G40. Golf GTI 16V och Scirocco GTX 16V kom med en helt ny motor av typen 16 ventiler, med en effekt av 139 hkr.
Under året infördes non-stop-garanti som kompletterar VW:s egna garantier.
På knappt 2 år efter införandet av Golf typ II, hade man tillverkat 1 000 000 bilar. Det skedde den 25 juli.
Den 12 augusti kom det sista fartyget lastat med "Bubblor" till hamnen i Emden med en specialmodell, som var ett sista farväl av den gamle trotjänaren. En epok hade gått till ända.
I september utförde fabrikens ingenjörer en 24 timmars testkörning på fabrikens testbana med en VW Polo G40 Coupe. Motorn moderat trimmad till 129 hk. Resultatet blev ett nytt rekord för bilar upp till 1300cc. Genomsnittlig hastighet blev 208 km/h. Det gamla rekordet var på 168,8 km/h.
Modellen Volkswagen Multivan sluter luckan mellan yrkesvardag och weekend, familjevanen var född i Volkswagens modellprogram.

## 1986
I januari visades i Sverige för första gången, Golf Syncro och Passat Syncro, båda med fyrhjulsdrift av den nya typen, det "intelligenta" systemet. Passat kunde erhållas med en 5-cylindrig motor (från Audi). En ny bil kom ut, Volkswagen Country, en Golf som var högre än den vanliga Golfen, den hade dessutom fyrhjulsdrift.
VW Transporter har blivit världsmästare, den 6 000 000:e Transportern rullade av bandet. Runt 4,6 miljoner bilar producerade i Hannover, 1,6 miljoner producerade i Wolfsburg, Brasilien, Sydafrika, Mexiko och Australien. Volkswagen hade nu kunder i 180 länder.
Den 9 juli undertecknades ett avtal med SEAT S.A. VW förvärvade 75 % av det spanska företaget. Redan 1983 började SEAT montera VW-bilar, och sedan 1985 har företaget tillverkat nästan 100 000 bilar med VW-märket i fronten.
Ett jubileum, efter 20 år med motorsport vinner Eriksson/Diekmann VM i rally grupp A.

## 1987
Volkswagen Passat med tillverkningsnummer 4 000 000 rullade ut från fabriken i Emden. (Chassienumreringen börjar om från noll på varje modell).
Den 23 mars ny fest. I fabriken Volkswagenwerk Wolfsburg blev den 50 000 000:e Volkswagen klar, en vit Golf. Den står numera på AutoMuseum Volkswagen. 
I september fick Golfen en facelift, med bland annat nya stötfångare och i framdörrarna togs ventilationsrutorna bort.
Bilmodellen VW Student visades under året, det blev en enda bil. Fronten ser ut som den nya Passaten, B3, som kom 1988.
Volkswagen och Toyota undertecknade ett samarbetsavtal, i vilket det står att man skall bygga en liten pickup gemensamt i Hannover 1989. Pickupen skall ta en max. last på 1 ton, därmed vidgar VW sitt utbud av nyttofordon. Bilen skall heta Volkswagen Taro.

## 1988

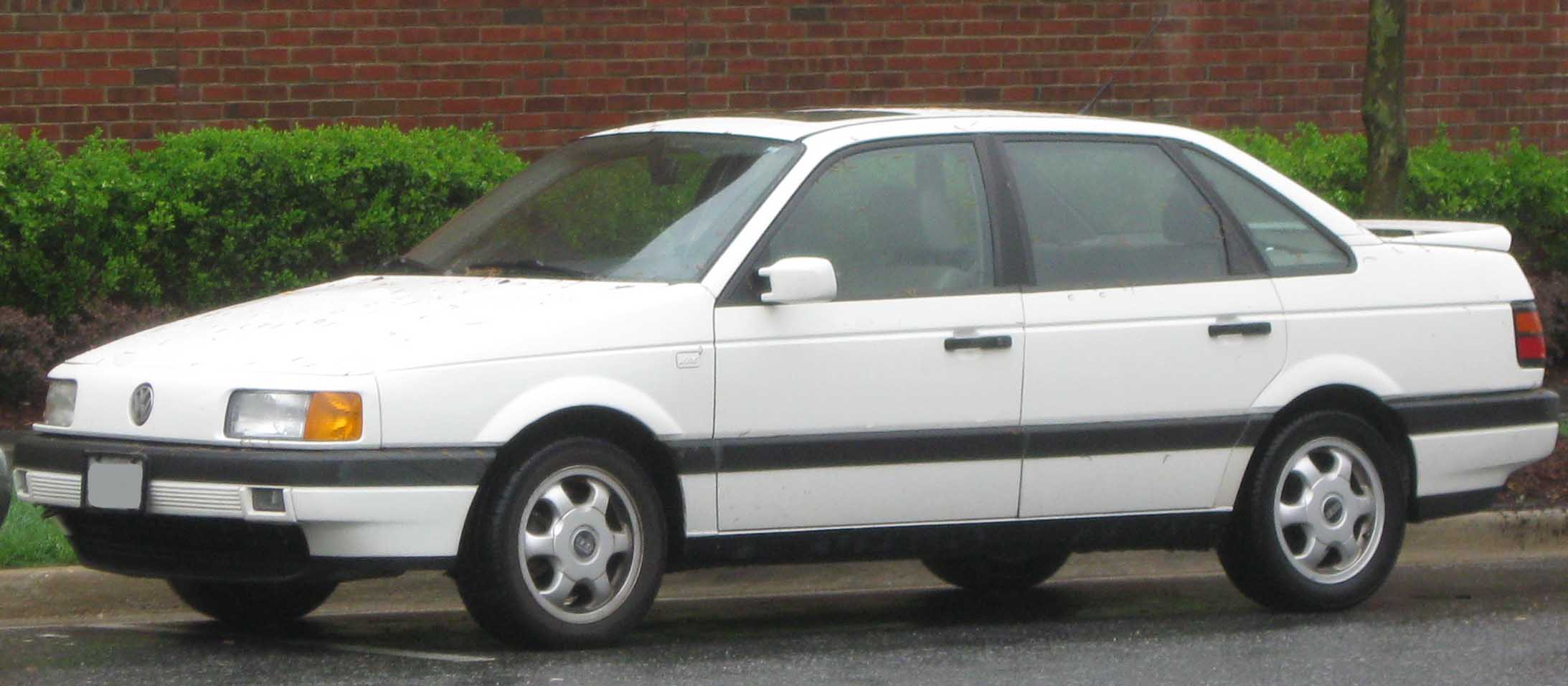
Passat typ III (B3).

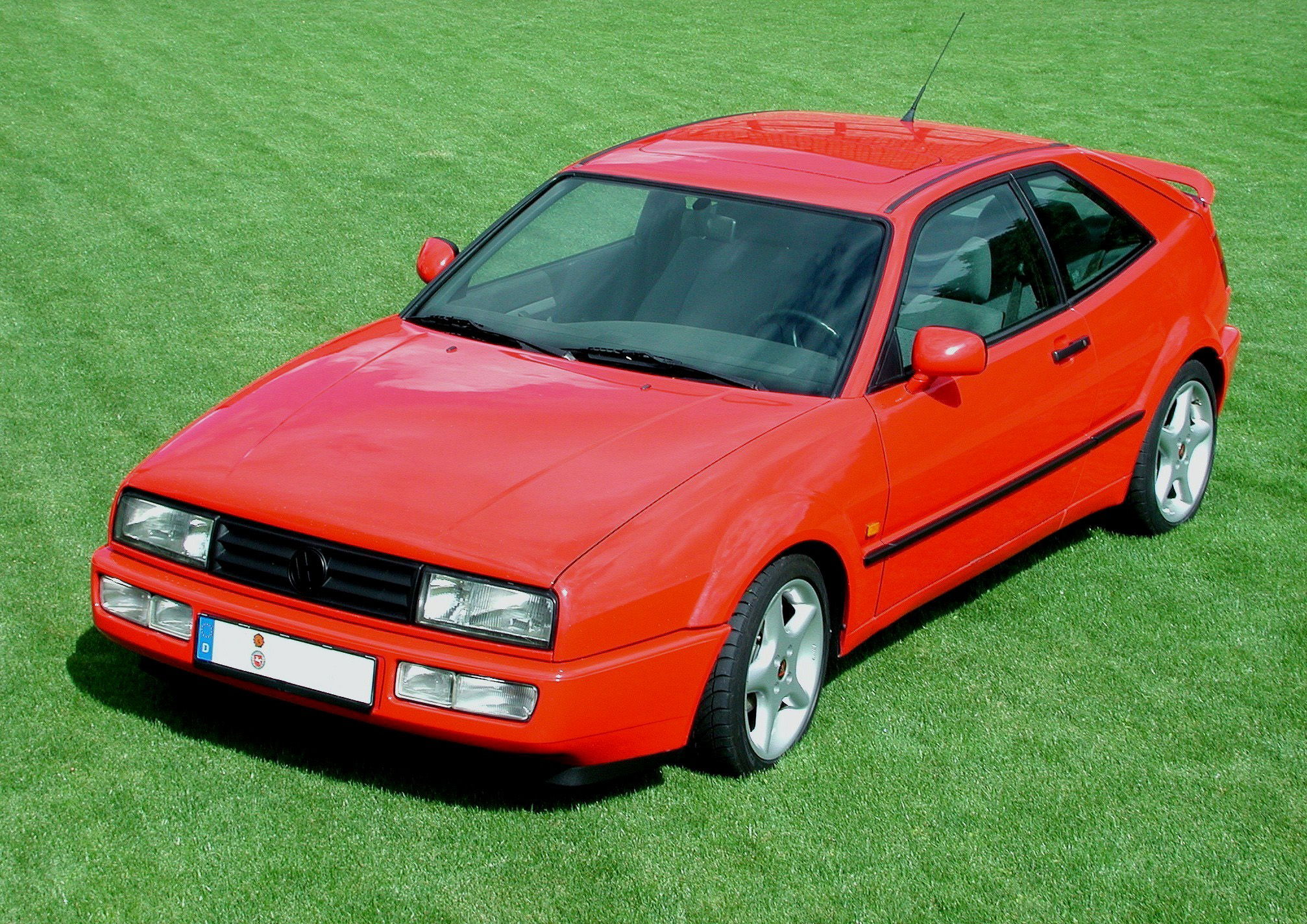
Corrado.

50-årsjubileum den 1 mars i Werk Braunschweig, som ursprungligen byggdes som skola för att utbilda lärlingar, tekniskt fackfolk och ingenjörer. Anläggningen är äldre än huvudfabriken i Wolfsburg.
I juni rullade Golf nummer 10 miljoner ut ur fabriken.
En helt ny sportbil visades i augusti, en två-dörrars coupé, Volkswagen Corrado. Det var den första äkta sportbilen från VW. Bilarna levererades först med motor med G-Lader med 160 hkr (men senare även med andra motorer). Bilen hade ett 2+2-utseende, lite mjukare i linjerna än Scirocco.
En annan stor nyhet var Volkswagen Golf G60 syncro med fyrhjulsdrift, samma motor som Corrado. Den största nyheten på bilutställningen i Genève, var den nya Passaten, typ III, helt ny kaross, ingen frontgrill, motor på tvären, och större benutrymme bak.
Volkswagens husbil California presenterades under året.
Volkswagen AG fyller tillsammans med staden Wolfsburg 50 år den 5 juni.

## 1989
I ett samarbetsprojekt med Toyota tillverkades en pickup i ett-tonsklassen, Volkswagen Taro, bilen fanns i produktion fram till 1997. Hytten var av utförande: 2 sk."Enkelkabine", 2+2 halva sk."xtracab" och 2+2 "Dobbelkabine". Bilen tillverkades i Hannover.
Volkswagens historia

1930-talet | 1940-talet | 1950-talet | 1960-talet | 1970-talet | 1980-talet | 1990-talet | 2000-talet | 2010-talet